# Jean-Paul Sinibaldi

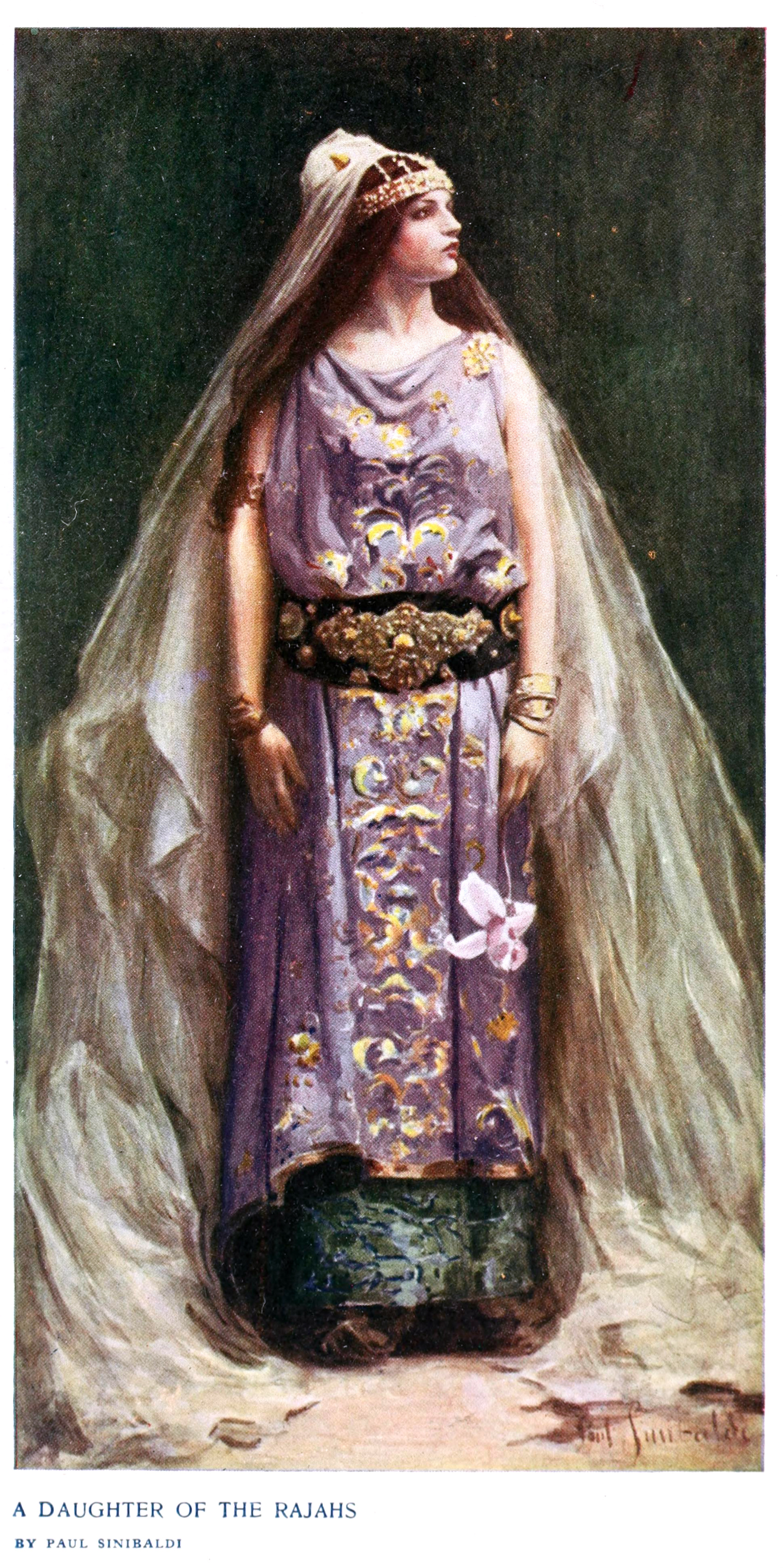
Tochter eines Rajahs

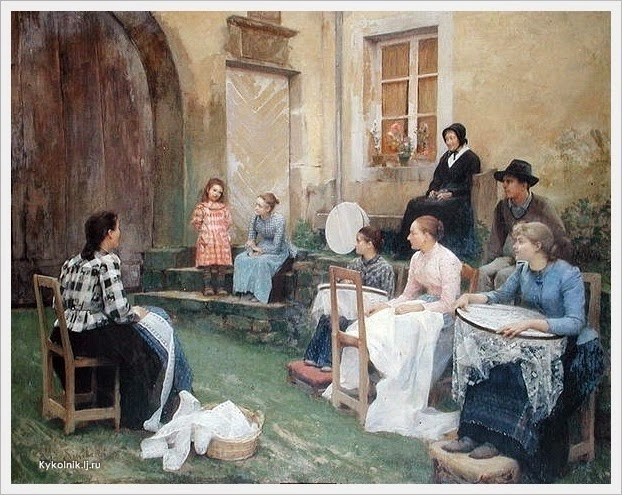
Die Erinnerung der Fanche-Eine Geschichte

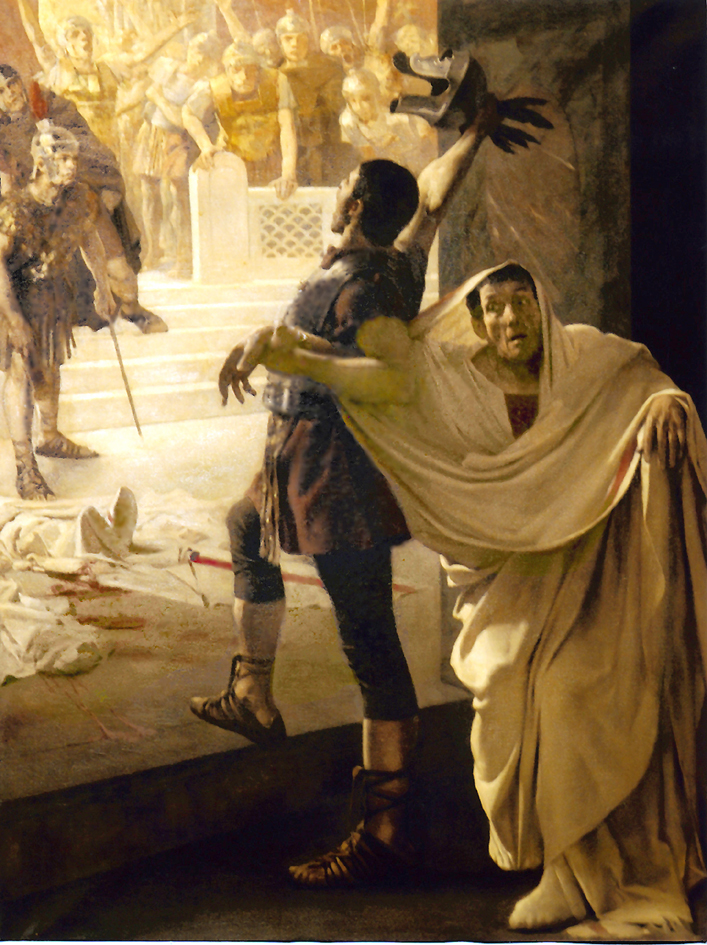
Die Proklamation des Kaisers

Jean-Paul Sinibaldi (* 19. Mai 1857 in Paris; † Januar 1909 in Bourg-en-Bresse, Département Ain), besser bekannt als Paul Sinibaldi, war ein französischer Maler. Seine überwiegenden Genres waren Porträts und Landleben.

## Leben
Sinibaldi war an der École des Beaux-Arts (EBA) Schüler Alexandre Cabanel und Alfred Stevens. Mit Unterstützung seiner Lehrer konnte Sinibaldi ab 1881 an den großen, jährlich stattfindenden Ausstellungen des Salon de Paris teilnehmen. 1886 wurde er mit dem Prix de Rome geehrt und 1888 erhielt er ein Reisestipendium, vergeben durch das Conseil supérieur des beaux-arts. Bei der Weltausstellung 1889 in Paris erhielt er eine Bronzemedaille.
1893 kam es zu einem Skandal beim Elsässer Kunstverein in Mülhausen. Von einem deutschen Aktivisten wurde der Kopf aus dem Bild einer jungen Frau herausgeschnitten.
Zur Weltausstellung 1900 in Paris gewann er eine Silbermedaille. Im selben Jahr wurde er zum Ritter der Ehrenlegion ernannt.
Waren die meisten Auftraggeber Privatpersonen so erhielt Sinibaldi auch öffentliche Aufträge. So gestaltete er beispielsweise einen Saal im Rathaus von Paris und den Hochzeitssaal im Rathaus von Lille. Weiterhin erhielt er 1897 den Auftrag vom Wirtschaftsministerium zur Gestaltung eines repräsentativen Büros.

## Werke (Auswahl)
Ölbilder
- Le défilé. 1881 (eine Interpretation des gleichnamigen Werke von François Coppée).
- Fille des Rajas. 1888.
- Claude, nomé Empereur. 1890.
- Sarah Bernhardt (1895).
- Femme au terre-plein du Pont-Neuf, (1892)
- Jeune fille assise
- Reverie aux Tuileries

Deckengemälde
- Saal im Standesamt (Rathaus) von Lille, Département Nord.